# 全米女子プロゴルフ選手権
女子PGA選手権（じょしぴーじーえーせんしゅけん、日本語訳：全米女子プロゴルフ選手権〈ぜんべいじょしプロゴルフせんしゅけん〉、英語：Women’s PGA Championship）は、アメリカ合衆国で開催される、女子プロゴルファーによるメジャー選手権のゴルフ大会である。

## 概要
LPGAツアーに5つあるメジャー大会の一つで、1955年に第1回が開催された。開催地は毎回持ち回りで変わり、開催時期は近年では毎年6月後半、LPGAツアーシーズンのメジャー大会の開催日程順としては3番目となる傾向が多い。なお、米国で開催される他の2つの LPGAメジャー大会（シェブロン選手権、全米女子オープン）同様、欧州女子ゴルフツアーや日本女子プロゴルフツアーには組み込まれていない。
他のLPGAメジャー大会はアマチュアゴルファーの出場が可能だが、本大会はプロゴルファーに出場が限られている。
本大会は正式名にスポンサー名を挿入することが許容されているため、メインスポンサーが替わるたびに大会名も変わる。継続性、あるいは正統性の証となる名称としては「LPGA Championship（LPGA選手権）」、「Women’s PGA Championship（女子PGA選手権）」、「全米女子プロゴルフ選手権」などが用いられる。
以前は「LPGA Championship（LPGA選手権）」という選手権名だったが、2014年に米国PGA（PGA of America）が共催者となることがLPGAによりアナウンスされ、これに伴い2015年より選手権名が現在のものとなった。このことで本大会は男子の全米プロゴルフ選手権（PGA選手権）の正式な姉妹大会になった（全米女子オープンが全米オープンの姉妹大会であるのと同様）。この提携の内容には、KPMGとのスポンサー契約、賞金総額の増額、NBCによる週末のラウンドのテレビ中継などが含まれていた。

## プロ / アマチュア論争
2005年より前のLPGA選手権には、出場申込みの条件の中に「女子プロのみ」という規定があった。これは男子のPGA選手権同様（こちらは男子プロのみ）であり、全米オープンや全英オープンが長きにわたり予備予選からプロとアマ両方とも出場できる大会（このため大会名に「オープン」が入る）であったのと対照的であった。
2015年の米国PGAによる買収までは、LPGAが単独でこの大会を主催しており、また、LPGAのもともとの団体創設主旨が「女子のプロゴルファーにチャンスを与えるため」だったこともあり、LPGAもその裁量でアマを排除してきた。
2005年、LPGAは公には了承しなかったが、メディアの取材機会を増やし、多くのチケットを販売するためにこのルールは停止され、15歳のアマチュアであるミッシェル・ウィーが出場できることになった。この動きに対して一部のプロ選手からの抗議があった。アマチュアにプレーの場を与えることによって、あまり成功していないがゴルフを定期的にプレーすることで生計を立てなくてはならないプロ選手が犠牲になる、というのがその主旨だった。これに対してトッププロの一人であるローラ・デービースは、変革に対して異議を唱えるのは近視眼的である、との意見を述べた。
この当時、ウィーはプレーした5つの女子メジャー大会全部で予選通過を果たし、それらのうち2大会ではトップ10でフィニッシュしている。また、予選落ちに終わりはしたが、ハワイで行われた男子PGAのソニーオープンにもスポンサー招待枠で2度出場している。上述のように一部から批判をされたが、2005年のLPGA選手権でアマチュアのウィーより良いスコアで大会を終えた女子プロゴルファーはわずかに一人、この大会で3度目の優勝を果たしたアニカ・ソレンスタムのみであり、ウィーは3打差で2位入賞している。
2006年のLPGA選手権からは元通りの「プロのみ」に戻った。ウィーは前年10月、つまり問題となった2005年のLPGA選手権の4か月後にはナイキ、ソニーその他スポンサーと数百万ドルの契約を結んでプロ転向した。

## 選手権名
女子PGA選手権とも呼ばれ、2015年からKPMGがスポンサーとなり大会名をKPMG女子PGA選手権と呼ばれることもある。全米プロゴルフ協会と共催する以前の2014年までは、全米女子プロゴルフ協会の単独の主催でLPGA Championshipという選手権名で開催されていた。

### 大会名の変遷
- 1955–1970: LPGA Championship
- 1971–1972: Eve-LPGA Championship
- 1973–1986: LPGA Championship
- 1987–1993: Mazda LPGA Championship
- 1994–2000: McDonald's LPGA Championship
- 2001–2003: McDonald's LPGA Championship presented by AIG
- 2004–2009: McDonald's LPGA Championship presented by Coca-Cola
- 2010: LPGA Championship presented by Wegmans
- 2011–2014: Wegmans LPGA Championship
- 2015–: KPMG Women's PGA Championship

## 出場資格
女子プロゴルファーに出場は限られる(重複は世界ランキングで繰りさがる)
- LPGAもしくは世界ゴルフ殿堂入りをしている現役選手
- 同選手権歴代優勝者
- 過去5年及び当年のシェブロン選手権・全米女子オープン・全英女子オープン・エビアン選手権優勝者
- 過去2年及び当年のLPGAトーナメント優勝者
- 前年のダウ・グレートレイクス・ベイ招待トーナメント優勝者
- 前年度のLET・日本ツアー・韓国ツアーランキング1位
- 前年の全米女子プロゴルフ選手権上位10位（タイ）の者
- 同選手権開催4週間前のロレックス女子世界ランキング60位以内の選手
- PGA女子ストロークプレー選手権優勝者
- 前年のT＆CPナショナル選手権上位8名（タイ）の者
- 前年のオリンピックのゴルフ競技女子優勝者（開催翌年度のみ）
- 過去直近のソルハイムカップメンバー（開催翌年度のみ）
- 前年の全米女子プロゴルフ選手権を出産のために欠場した者
- 前年のCMEグローブポイントランキング最終順位の上位者

その他、特別推薦枠がある。

## 歴代優勝者
| 開催年 | 優勝者                         | 国籍             | 優勝スコア | パー | 2位との差 | 開催コース                    | 総額 ($)   | 優勝賞金 ($) |
| ------ | ------------------------------ | ---------------- | ---------- | ---- | --------- | ----------------------------- | ---------- | ------------ |
| 2025年 | ミンジー・リー                 | オーストラリア   | 284        | −4   | 3打差     | PGA Frisco                    | 12,000,000 | 2,400,000    |
| 2024年 | エイミー・ヤン                 | 韓国             | 281        | −7   | 3打差     | Sahalee Country Club          | 10,400,000 | 1,560,000    |
| 2023年 | 殷若寧（イン・ルオニン）       | 中国             | 276        | −8   | 1打差     | Baltusrol Golf Club           | 10,000,000 | 1,500,000    |
| 2022年 | 田仁智（チョン・インジ）       | 韓国             | 283        | −5   | 1打差     | Congressional Country Club    | 9,000,000  | 1,350,000    |
| 2021年 | ネリー・コルダ                 | アメリカ合衆国   | 269        | -19  | 3打差     | Atlanta Athletic Club         | 4,500,000  | 675,000      |
| 2020年 | キム・セヨン                   | 韓国             | 266        | −14  | 5打差     | Aronimink Golf Club           | 4,300,000  | 645,000      |
| 2019年 | ハンナ・グリーン               | オーストラリア   | 279        | −9   | 1打差     | Hazeltine National Golf Club  | 3,850,000  | 577,500      |
| 2018年 | 朴城炫（パク・ソンヒョン）     | 韓国             | 274        | −10  | Playoff   | Kemper Lakes Golf Club        | 3,650,000  | 547,500      |
| 2017年 | ダニエル・カン                 | アメリカ合衆国   | 271        | −13  | 1打差     | Olympia Fields Country Club   | 3,500,000  | 525,000      |
| 2016年 | ブルック・ヘンダーソン         | カナダ           | 278        | −6   | Playoff   | Sahalee Country Club          | 3,500,000  | 525,000      |
| 2015年 | 朴仁妃（パク・インビ） (3)     | 韓国             | 273        | -19  | 5打差     | Westchester Country Club      | 3,500,000  | 525,000      |
| 2014年 | 朴仁妃（パク・インビ） (2)     | 韓国             | 277        | −11  | Playoff   | Monroe Golf Club              | 2,250,000  | 337,500      |
| 2013年 | 朴仁妃（パク・インビ）         | 韓国             | 283        | -5   | Playoff   | Locust Hill Country Club      | 2,250,000  | 337,500      |
| 2012年 | 馮珊珊（フォン・シャンシャン） | 中国             | 282        | -6   | 2打差     | Locust Hill Country Club      | 2,500,000  | 375,000      |
| 2011年 | 曽雅妮（ヤニ・ツェン） (2)     | 台湾             | 269        | -19  | 10打差    | Locust Hill Country Club      | 2,500,000  | 375,000      |
| 2010年 | クリスティー・カー             | アメリカ合衆国   | 269        | -19  | 12打差    | Locust Hill Country Club      | 2,250,000  | 337,500      |
| 2009年 | アンナ・ノードクイスト         | スウェーデン     | 273        | -15  | 4打差     | Bulle Rock Golf Course        | 2,000,000  | 300,000      |
| 2008年 | 曽雅妮（ヤニ・ツェン）         | 台湾             | 276        | -12  | Playoff   | Bulle Rock Golf Course        | 2,000,000  | 300,000      |
| 2007年 | スサン・ペテルセン             | ノルウェー       | 274        | -14  | 1打差     | Bulle Rock Golf Course        | 2,000,000  | 300,000      |
| 2006年 | 朴セリ（パク・セリ） (3)       | 韓国             | 280        | -8   | Playoff   | Bulle Rock Golf Course        | 1,800,000  | 270,000      |
| 2005年 | アニカ・ソレンスタム (3)       | スウェーデン     | 277        | -11  | 3打差     | Bulle Rock Golf Course        | 1,800,000  | 270,000      |
| 2004年 | アニカ・ソレンスタム (2)       | スウェーデン     | 271        | -13  | 3打差     | DuPont Country Club           | 1,600,000  | 240,000      |
| 2003年 | アニカ・ソレンスタム           | スウェーデン     | 278        | -6   | Playoff   | DuPont Country Club           | 1,600,000  | 240,000      |
| 2002年 | 朴セリ（パク・セリ） (2)       | 韓国             | 279        | -5   | 3打差     | DuPont Country Club           | 1,500,000  | 225,000      |
| 2001年 | カリー・ウェブ                 | オーストラリア   | 270        | -14  | 2打差     | DuPont Country Club           | 1,500,000  | 225,000      |
| 2000年 | ジュリ・インクスター (2)       | アメリカ合衆国   | 281        | -3   | Playoff   | DuPont Country Club           | 1,400,000  | 210,000      |
| 1999年 | ジュリ・インクスター           | アメリカ合衆国   | 268        | -16  | 4打差     | DuPont Country Club           | 1,400,000  | 210,000      |
| 1998年 | 朴セリ（パク・セリ）           | 韓国             | 273        | -11  | 3打差     | DuPont Country Club           | 1,300,000  | 195,000      |
| 1997年 | クリスタ・ジョンソン           | アメリカ合衆国   | 281        | -3   | Playoff   | DuPont Country Club           | 1,200,000  | 180,000      |
| 1996年 | ローラ・デービース (2)         | イングランド     | 213        | E    | 1打差     | DuPont Country Club           | 1,200,000  | 180,000      |
| 1995年 | ケリー・ロビンス               | アメリカ合衆国   | 274        | -10  | 1打差     | DuPont Country Club           | 1,200,000  | 180,000      |
| 1994年 | ローラ・デービース             | イングランド     | 279        | -5   | 3打差     | DuPont Country Club           | 1,100,000  | 165,000      |
| 1993年 | パティ・シーハン (3)           | アメリカ合衆国   | 275        | -9   | 1打差     | Bethesda Country Club         | 1,000,000  | 150,000      |
| 1992年 | ベッツィ・キング               | アメリカ合衆国   | 267        | -17  | 11打差    | Bethesda Country Club         | 1,000,000  | 150,000      |
| 1991年 | メグ・マローン                 | アメリカ合衆国   | 274        | -10  | 1打差     | Bethesda Country Club         | 1,000,000  | 150,000      |
| 1990年 | ベス・ダニエル                 | アメリカ合衆国   | 280        | -4   | 1打差     | Bethesda Country Club         | 1,000,000  | 150,000      |
| 1989年 | ナンシー・ロペス (3)           | アメリカ合衆国   | 274        | -14  | 3打差     | Jack Nicklaus Sports Center   | 500,000    | 75,000       |
| 1988年 | シェリー・ターナー             | アメリカ合衆国   | 281        | -7   | 1打差     | Jack Nicklaus Sports Center   | 350,000    | 52,500       |
| 1987年 | ジェーン・ゲディス             | アメリカ合衆国   | 275        | -13  | 1打差     | Jack Nicklaus Sports Center   | 350,000    | 52,000       |
| 1986年 | パット・ブラッドリー           | アメリカ合衆国   | 277        | -11  | 1打差     | Jack Nicklaus Sports Center   | 300,000    | 45,000       |
| 1985年 | ナンシー・ロペス (2)           | アメリカ合衆国   | 275        | -15  | 8打差     | Jack Nicklaus Sports Center   | 250,000    | 37,500       |
| 1984年 | パティ・シーハン (2)           | アメリカ合衆国   | 272        | -16  | 10打差    | Jack Nicklaus Sports Center   | 250,000    | 37,500       |
| 1983年 | パティ・シーハン               | アメリカ合衆国   | 279        | -9   | 2打差     | Jack Nicklaus Sports Center   | 200,000    | 30,000       |
| 1982年 | ジャン・スティーブンソン       | オーストラリア   | 279        | -9   | 2打差     | Jack Nicklaus Sports Center   | 200,000    | 30,000       |
| 1981年 | ドナ・カポニ (2)               | アメリカ合衆国   | 280        | -8   | 1打差     | Jack Nicklaus Sports Center   | 150,000    | 22,500       |
| 1980年 | サリー・リトル                 | 南アフリカ共和国 | 285        | -3   | 3打差     | Jack Nicklaus Sports Center   | 150,000    | 22,500       |
| 1979年 | ドナ・カポニ                   | アメリカ合衆国   | 279        | -9   | 3打差     | Jack Nicklaus Sports Center   | 150,000    | 22,500       |
| 1978年 | ナンシー・ロペス               | アメリカ合衆国   | 275        | -13  | 6打差     | Jack Nicklaus Sports Center   | 150,000    | 22,500       |
| 1977年 | 樋口久子                       | 日本             | 279        | -9   | 3打差     | Bay Tree Golf Plantation      | 150,000    | 22,500       |
| 1976年 | ベッツィー・バーフェインド     | アメリカ合衆国   | 287        | -5   | 1打差     | Pine Ridge Golf Course        | 55,000     | 8,000        |
| 1975年 | キャシー・ウィットワース (3)   | アメリカ合衆国   | 288        | -4   | 1打差     | Pine Ridge Golf Course        | 55,000     | 8,000        |
| 1974年 | サンドラ・ヘイニー (2)         | アメリカ合衆国   | 287        | -5   | 2打差     | Pleasant Valley Country Club  | 50,000     | 7,000        |
| 1973年 | メアリー・ミルズ               | アメリカ合衆国   | 288        | -4   | 1打差     | Pleasant Valley Country Club  | 35,000     | 5,250        |
| 1972年 | キャシー・アハーン             | アメリカ合衆国   | 293        | +1   | 6打差     | Pleasant Valley Country Club  | 50,000     | 7,500        |
| 1971年 | キャシー・ウィットワース (2)   | アメリカ合衆国   | 288        | -4   | 4打差     | Pleasant Valley Country Club  | 53,000     | 7,950        |
| 1970年 | シャーリー・エングルホーン     | アメリカ合衆国   | 285        | -7   | Playoff   | Pleasant Valley Country Club  | 30,000     | 4,500        |
| 1969年 | ベッツィー・ロールズ (2)       | アメリカ合衆国   | 293        | +1   | 4打差     | Concord Golf Course           | 35,000     | 5,250        |
| 1968年 | サンドラ・ポスト               | カナダ           | 294        | +2   | Playoff   | Pleasant Valley Country Club  | 20,000     | 3,000        |
| 1967年 | キャシー・ウィットワース       | アメリカ合衆国   | 284        | -8   | 1打差     | Pleasant Valley Country Club  | 17,500     | 2,625        |
| 1966年 | グロリア・エーレット           | アメリカ合衆国   | 282        | -2   | 3打差     | Stardust Country Club         | 16,500     | 2,475        |
| 1965年 | サンドラ・ヘイニー             | アメリカ合衆国   | 279        | -5   | 1打差     | Stardust Country Club         | 17,500     | 2,475        |
| 1964年 | メアリー・ミルズ               | アメリカ合衆国   | 278        | –6   | 2打差     | Stardust Country Club         | 16,500     | 2,450        |
| 1963年 | ミッキー・ライト (4)           | アメリカ合衆国   | 294        | +10  | 2打差     | Stardust Country Club         | 16,500     | 2,450        |
| 1962年 | ジュディ・キンボール           | アメリカ合衆国   | 282        | –2   | 4打差     | Stardust Country Club         | 15,000     | 2,300        |
| 1961年 | ミッキー・ライト (3)           | アメリカ合衆国   | 287        | +3   | 9打差     | Stardust Country Club         | 15,000     | 2,500        |
| 1960年 | ミッキー・ライト (2)           | アメリカ合衆国   | 292        | –4   | 3打差     | Sheraton Hotel Country Club   | 15,000     | 2,500        |
| 1959年 | ベッツィー・ロールズ           | アメリカ合衆国   | 288        | –8   | 1打差     | Sheraton Hotel Country Club   | 7,500      | 1,247        |
| 1958年 | ミッキー・ライト               | アメリカ合衆国   | 288        | +8   | 6打差     | Churchill Valley Country Club | 7,500      | 1,247        |
| 1957年 | ルイーズ・サグス               | アメリカ合衆国   | 285        | +5   | 3打差     | Churchill Valley Country Club | 7,600      | 1,316        |
| 1956年 | マリーン・ヘギー               | アメリカ合衆国   | 291        | –9   | Playoff   | Forest Lake Country Club      | 6,500      | 1,350        |
| 1955年 | ビバリー・ハンソン             | アメリカ合衆国   | 4&3        | 4&3  | 4&3       | Orchard Ridge Country Club    | 6,000      | 1,200        |